# Rogelio Blanco Martínez
Rogelio Blanco Martínez (Morriondo, Quintana del Castillo, provincia de León, 1953) es un pedagogo y escritor español.

## Biografía
Doctor en pedagogía como también licenciado en antropología, ciencias del hombre, filosofía y letras. Tiene un diplomado en sociología política y cooperativismo. Tras su paso por la empresa privada, sector en el que ha coordinado publicaciones y colecciones editoriales, ha sido director del Centro de Estudios Bibliotecario y Documental, consejero técnico en los Ministerios de Cultura y de Educación, vocal asesor y, desde 2004 hasta finales de 2011, director general del Libro, Archivos y Bibliotecas. Exprofesor en la enseñanza secundaria, actualmente imparte docencia en másteres universitarios. Desde mayo de 2014, y por un período de cuatro años, ha sido elegido Presidente de la Asociación Colegial de Escritores de España (ACE). 
Presidió el Centro Regional para el Fomento del Libro en América Latina y el Caribe (CERLALC) y los Consorcios de los Centenarios: IV de la Edición del Quijote (2005) y I del nacimiento del poeta Miguel Hernández (2010). Figura como miembro del patronato de diversas fundaciones: María Zambrano, Científica y Cultural José Martí, Dinastía Vivanco, Alfonso Perales, Cátedra Rafael Escudero, Torre Pujales, Camino de la Lengua, Biblioteca de Literatura Universal y de la Sociedad Estatal de Conmemoraciones Culturales. Fue, asimismo, vicepresidente de la Fundación Medina Sidonia y actualmente patrono, miembro del consorcio del Centro Federico García Lorca y de los consejos de redacción de varias revistas científicas y culturales.
Es autor de numerosos ensayos, poemarios, relatos cortos y monografías.
Vicepresidente de la Asociación Amigos de los Decreta.

## Obras
- La pedagogía de Paulo Freire[1]
- La ciudad ausente[2][3]
- Pedro Montengón y Paret (1745-1824): un ilustrado entre la utopía y la realidad[4]
- La ilustración en Europa y en España[5]
- María Zambrano (1904-1991)[6]
- La escala de Jacob: de la visión a la palabra[7]
- El odre de Agar[8]
- La vara de Aarón
- " Dismundo"[9]
- "Un día cualquiera"
- "La dama peregrina"
- "La honda de David"
- Por un socialismo participativo[10]
- La recua de Abigail
- Un día cualquiera. El diario de Edgardo

.  El pez de Tobías
. 
. Tierra de libertades